# Форт Санта-Марія
13°00′16″ пд. ш. 38°32′02″ зх. д. / 13.0045093° пд. ш. 38.5339883° зх. д.
Форт Санта-Марія (порт. Forte de Santa Maria) — форт, що розташований у Сальвадорі, Баїя в Бразилії.

## Цікаві факти
Імператорський герб на вході до форту пережив Проголошення Бразильської республіки, а також південний фасад Каса-де-Командо покритий плиткою, яка була поширена у колоніальну епоху для регіону Салвадор.
Для прихильників телекартофілії фасад та корпус форту ілюструють телефонну карту серії «Fortes de Salvador» (форти Сальвадору), видану Telebahia у червні 1998 року.

## Рекомендована література
- BARRETO, Aníbal (Cel.). Fortificações no Brasil (Resumo Histórico). Rio de Janeiro: Biblioteca do Exército Editora, 1958. 368p.
- FALCÃO, Edgard de Cerqueira. Relíquias da Bahia (Brasil). São Paulo: Of. Gráficas Romili e Lanzara, 1940. 508 p. il. p/b
- GARRIDO, Carlos Miguez. Fortificações do Brasil. Separata do Vol. III dos Subsídios para a História Marítima do Brasil. Rio de Janeiro: Imprensa Naval, 1940.
- ROHAN, Henrique de Beaurepaire. Relatorio do Estado das Fortalezas da Bahia, pelo Coronel de Engenheiros Henrique de Beaurepaire Rohan, ao Presidente da Província da Bahia, Cons. Antonio Coelho de Sá e Albuquerque, em 3 de Agosto de 1863. RIGHB. Bahia: Vol. III, nr. 7, mar/1896. p. 51-63.
- SOUSA, Augusto Fausto de. Fortificações no Brazil. RIHGB. Rio de Janeiro: Tomo XLVIII, Parte II, 1885. p. 5-140.
- TEIXEIRA, Paulo Roberto Rodrigues. «Fortes Santo Antônio da Barra, Santa Maria, São Diogo». [Архівовано 2 січня 2019 у Wayback Machine.] in Revista DaCultura, ano V, nº 8, junho de 2005, p. 65-76.